# Сапожников, Григорий Кириллович
Григорий Кириллович Сапожников (30 октября 1950, Одесса, СССР — 26 декабря 2012, Одесса, Украина) — советский футболист. Полузащитник. Мастер спорта СССР (1974). Бронзовый призёр чемпионата СССР (1974).

## Биография
Григорий Сапожников родился 30 октября 1950 года в Одессе на Молдаванке. Начинал играть в футбол в одесском «Локомотиве» у Бориса Григорьевича Кричинивкина.
В дублирующий состав «Черноморца», который тренировал Матвей Черкасский, Сапожников попал в 17 лет, и отыграл за дублёров два года, после чего вместе с Владимиром Нечаевым и Валерием Москвичёвым был переведён в основной состав, которым руководил Сергей Шапошников. Знаменитую связку Сапожников — Нечаев, с которым Григорий дружил с малых лет, открыл Ахмед Алескеров в «бронзовом» для «Черноморца» 1974 году, в календарном матче чемпионата с московским ЦСКА. Оба хавбека достаточно удачно взаимодействовали, что привело в одном из эпизодов к победному голу, который забил после паса Сапожникова Владимир Макаров.
Самый памятный момент самого успешного для «Черноморца» чемпионата СССР для Сапожникова — нереализованный пенальти в матче с ереванским «Араратом». Никогда прежде не бивший 11-метровые в официальных встречах полузащитник схватил мяч и побежал к «точке», как только арбитр указал на неё. Счёт к тому времени был ничейным. К сожалению, удар у Сапожникова не получился, и если бы не случился спасительный гол Виктора Зубкова через несколько минут, этот эпизод для Сапожникова стал бы самой большой трагедией в карьере..
В 1978 году по приглашению тренера железнодорожников Игоря Семёновича Волчока (родственник Галины Волчек по отцовской линии) Сапожников перешёл в московский «Локомотив», в котором играл бок о бок с Валерием Газаевым, Александром Аверьяновым, Валерием Петраковым и Гиви Нодией. Играл недолго. У «Локомотива» были трудные времена: по итогам чемпионата команда опустилась в первую лигу, а Сапожников вернулся в Одессу, после чего отправился в Нахичевань, в местный клуб второй лиги — «Араз». Но вскоре, в 1979 году, вновь оказался в высшей лиге, попав в бакинский «Нефтчи», который возглавил Алескеров.
Вернувшись из Азербайджана, из большого футбола Сапожников ушёл по причине мелких травм. Продолжал играть на любительском уровне в составе команды Одесского завода имени Октябрьской революции, неоднократно выигрывал чемпионат и Кубок города, а также чемпионат и Кубок области. В составе ветеранов «Ришелье» уже в 90-е годы стал чемпионом Украины. Планировал быть тренером, но не стал им.
Два сына Григория Кирилловича — Вадим и Вячеслав — родились с разницей в тринадцать лет, но в один день — 25 апреля. Младший, Вячеслав, выступает на любительском уровне в первенстве Одессы по мини-футболу, старший, Вадим, профессиональный игрок по хоккею на траве, выступал за сборную СССР, а в 1994 году в составе «Одестрансстроя» стал чемпионом Украины и обладателем Кубка страны.
В 2001 году Григорий Сапожников был включён в число лучших футболистов Одессы XX века и символическую сборную «Черноморца» всех времён.
Похоронен на Втором Христианском кладбище Одессы.